# Шомпол

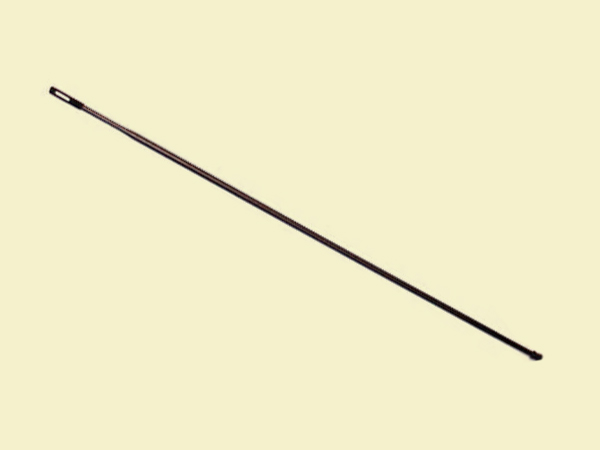
Шомпол калибра 7.62.

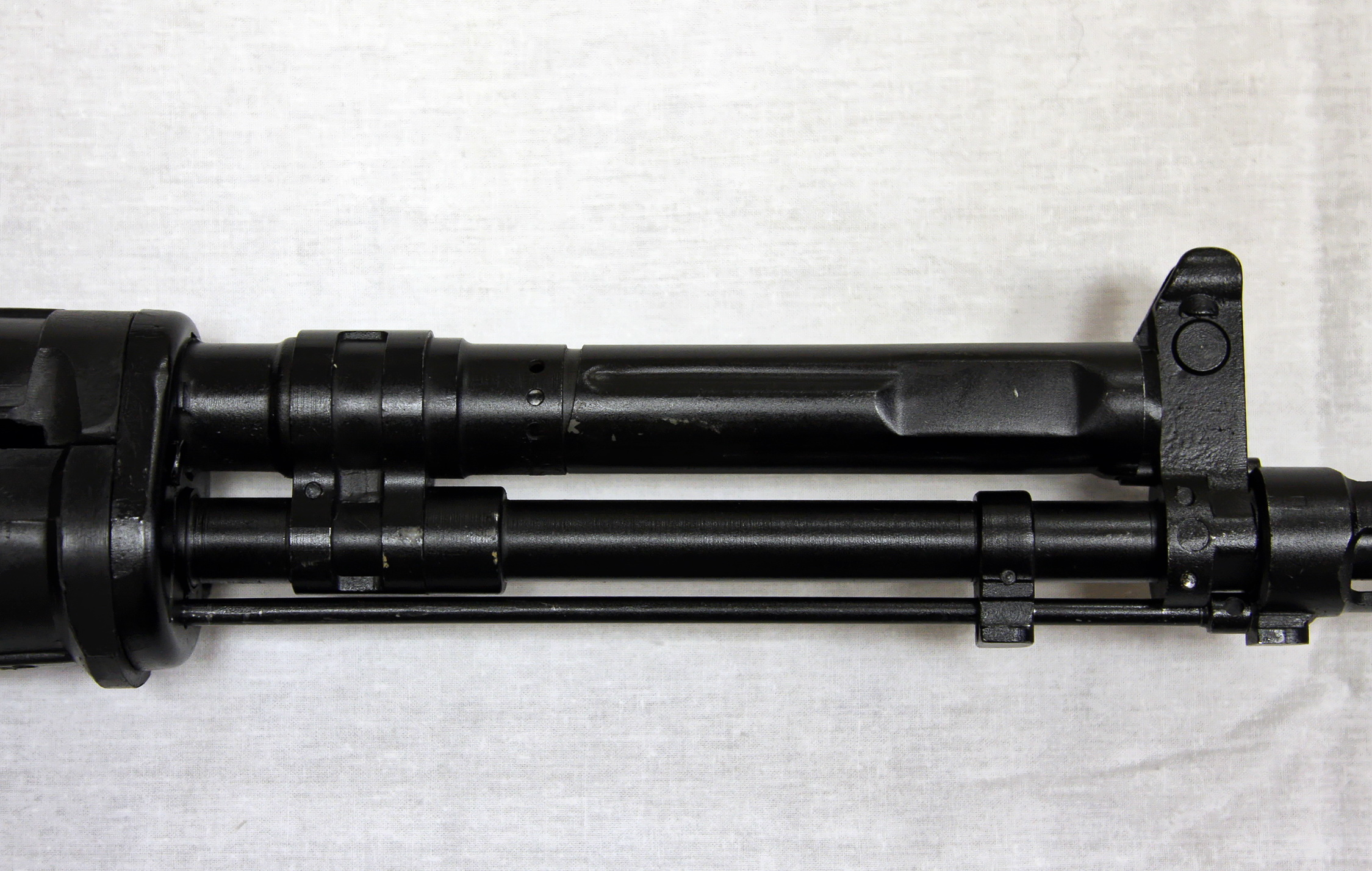
Крепление шомпола под стволом на автомате AEK-971.

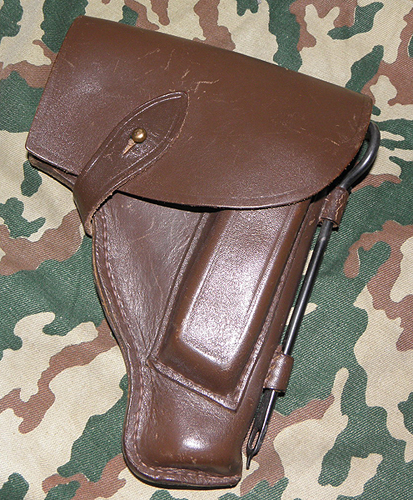
Крепление шомпола на кобуре для пистолета ПМ

Шо́мпол (от нем. Stempel — пест), обычно — стальной, ранее — деревянный или металлическо-деревянный стержень, длина которого не меньше длины канала ствола, предназначенный для чистки и смазки ствола ручного огнестрельного или пневматического оружия.
Также может использоваться для выталкивания застрявших в стволе (патроннике) патронов, гильз, не вылетевших пуль либо извлечения стреляных гильз из камор барабана револьвера.
На ранних стадиях развития ручного огнестрельного оружия шомпол был необходим для снаряжения дульнозарядного оружия: им проталкивали пулю по каналу ствола до упора. Для снаряжения пуль Нейслера и других остроконечных пуль использовались шомполы с соответствующей формой головки. При снаряжении штуцеров, ввиду высокой плотности вхождения, пулю необходимо было с силой вбивать в ствол с помощью шомпола. Чтобы отказаться от вбивания пуль в нарезной ствол, была придумана пуля Минье, и с тех пор роль шомпола в снаряжении оружия нивелируется.
Бывает цельным и разборным, состоящим из нескольких частей. В первых образцах огнестрельного оружия (например штуцеров), заряжавшегося с дула, использовался также и для заряжания пыжей и пуль. Для армейского современного оружия обычно снабжен винтовой резьбой на конце для навинчивания принадлежностей для чистки и смазки, и носится в составе оружия, закрепленным под стволом. Существовали и другие, экзотические места хранения шомпола в составе оружия — так, например, в немецком автомате Stg-44 он находился внутри газопоршневого механизма. Штатный шомпол пистолета или револьвера может крепиться на кобуре.

## Нестандартное применение шомполов
Для осуществления порки, в том числе в качестве шпицрутена.
- Например, по воспоминаниям, амурские казаки во время карательных экспедиций в 1919 году пороли шомполами крестьян, которые встречали их «без знаков внешнего почтения»[4].
- Также о порке шомполами упоминал М. Г. Дроздовский в своем дневнике: «…найдены списки записывавшихся в красную гвардию — кажется, человек 30. Эти доблестные красногвардейцы после записи, получив деньги и прослужив с недельку, дружно все убежали домой; этих горе-красногвардейцев всех крепко перепороли шомполами по принципу унтер-офицерской вдовы. Вой столбом стоял — все клялись больше никогда не записываться.»[5]
- В кинофильме «Чапаев» денщик Бородина говорит Петьке, что его брата Митьку в порядке экзекуции за попытку перебежать к красным выпороли шомполами: «брат помирает, ухи просит».

В одной из историй барона Мюнхгаузена шомполом было заряжено ружье, из которого хвастливый барон одним выстрелом подстрелил семь куропаток.